# بحيرة عسل
بحيرة عسل هي بحيرة فوهية في وسط غرب جيبوتي، تقع في الطرف الغربي لخليج تاجورة في إقليم تاجورة، والتي تجاور إقليم دخيل، في الجزء العلوي من الوادي المتصدع الكبير، على بعد حوالي 120 كـم (75 ميل) غرب مدينة جيبوتي. بحيرة عسل هي بحيرة مالحة تقع على ارتفاع 155 م (509 قدم) تحت مستوى سطح البحر في مثلث العفر، مما يجعلها أقل نقطة على اليابسة في إفريقيا وثالث أدنى نقطة على الأرض بعد بحيرة طبريا والبحر الميت. لا يحدث أي تدفق خارجي من البحيرة، وبسبب التبخر الشديد، فإن مستوى ملوحة مياهها يبلغ 10 أضعاف مستوى البحر، مما يجعلها ثالث أكبر مسطح مائي مالح في العالم وراء بحيرة دون خوان و غايتالي بوند. تعد بحيرة عسل أكبر احتياطي للملح في العالم، حيث يتم استغلالها بموجب أربعة امتيازات مُنحت في عام 2002 في الطرف الجنوبي الشرقي من البحيرة ؛ الحصة الكبرى من الإنتاج (حوالي 80 ٪) هي شركة سوسيتيه ديبلوبلاشن دو لاك وسوسيتيه ديبلوبوليشن دو سولت إنفستمنت سول دي جيبوتي. تقع على بعد 109 كيلومترات تقريبًا (68 ميلًا) غرب العاصمة جيبوتي.